# Direction (administration française)
Pour les articles homonymes, voir Direction.
Dans l'administration publique française, une direction, qu'elle soit ministérielle (générale ou centrale), zonale, régionale ou départementale est un échelon de l'organisation administrative. Elle est dirigée par un directeur (en principe haut fonctionnaire) nommé en conseil des ministres par le président de la République, qui n’est pas tenu de suivre les propositions du gouvernement.[réf. nécessaire]
Il existe plusieurs niveaux de direction, selon qu'il s'agit de subdélégation des prérogatives de l'État ou des collectivités territoriales. Elles peuvent être thématiques, ou fonctionnelles et transversales.
Chaque direction comporte des subdivisions dont l’appellation varie selon les ministères. Il peut s’agir de sous-directions, de services ou encore de divisions. À leur tête, les sous-directeurs, les chefs de services ou de divisions sont nommés en vertu de règles statutaires. L’unité de base au sein des différents ministères est le bureau dirigé par un chef de bureau.

## Directions ministérielles
Les directions des ministères qui ont un champ d'action national sont placées sous l'autorité du premier ministre ou d'un ministre. En toute généralité, elles sont qualifiées de directions d’administration centrale. Elles peuvent être appelées direction générale (DG), direction centrale (DC) ou simplement direction. Les « directions générales », parfois appelées « délégations générales », présentent trois caractéristiques : elles supervisent généralement plusieurs directions, elles ont à leur disposition des « services extérieurs », et ont à leur tête un directeur général. Les directeurs généraux, directeurs centraux et directeurs sont généralement nommés en Conseil des ministres.
Le tableau suivant détaille les attributions de chaque ministre du gouvernement François Bayrou.
| Ministres                                                                                       | Directions de l’administration centrale sous l’autorité du ministre |
| ----------------------------------------------------------------------------------------------- | --- |
| Premier ministre, chargé de la planification écologique et énergétique                          | - Secrétariat général du Gouvernement (Premier ministre) - Secrétariat général des Affaires européennes (Premier ministre) - Secrétariat général de la Défense et de la Sécurité nationale (Premier ministre) - Secrétariat général de la Mer (Premier ministre) - Secrétariat général pour l'Investissement (Premier ministre) - Secrétariat général à la Planification écologique (Premier ministre) - Direction générale de l'Administration et de la Fonction publique (Premier ministre + Action publique) - Direction interministérielle du Numérique (Premier ministre + Action publique) - Direction interministérielle de la Transformation publique (Action publique) |
| Ministre de l’Action publique, de la Fonction publique et de la Simplification                  | - Secrétariat général du Gouvernement (Premier ministre) - Secrétariat général des Affaires européennes (Premier ministre) - Secrétariat général de la Défense et de la Sécurité nationale (Premier ministre) - Secrétariat général de la Mer (Premier ministre) - Secrétariat général pour l'Investissement (Premier ministre) - Secrétariat général à la Planification écologique (Premier ministre) - Direction générale de l'Administration et de la Fonction publique (Premier ministre + Action publique) - Direction interministérielle du Numérique (Premier ministre + Action publique) - Direction interministérielle de la Transformation publique (Action publique) |
| Ministre de l'Intérieur                                                                         | - Direction générale des Collectivités locales (Territoires) - Direction générale de la Police nationale (Intérieur) - Direction générale de la Sécurité intérieure (Intérieur) - Direction générale de la Gendarmerie nationale (Intérieur) - Direction générale des Étrangers en France (Intérieur) - Direction générale de la Sécurité civile et de la Gestion des crises (Intérieur) - Direction générale des Outre-mer (Outre-mer) - Secrétariat général du ministère de l’Intérieur |
| Ministre des Outre-mer                                                                          | - Direction générale des Collectivités locales (Territoires) - Direction générale de la Police nationale (Intérieur) - Direction générale de la Sécurité intérieure (Intérieur) - Direction générale de la Gendarmerie nationale (Intérieur) - Direction générale des Étrangers en France (Intérieur) - Direction générale de la Sécurité civile et de la Gestion des crises (Intérieur) - Direction générale des Outre-mer (Outre-mer) - Secrétariat général du ministère de l’Intérieur |
| Ministre de l’Aménagement du territoire et de la Décentralisation                               | - Direction générale de l’Aménagement, du Logement et de la Nature (Transition écologique + Territoires) - Direction générale de l'Énergie et du Climat (Transition écologique + Territoires + Économie) - Direction générale des Infrastructures, des Transports et des Mobilités (Territoires) - Direction générale de l'Aviation civile (Territoires) - Direction générale de la Prévention des risques (Transition écologique) - Direction générale des Affaires maritimes, de la Pêche et de l'Aquaculture (Transition écologique) - Secrétariat général du ministère de l’Écologie et du Développement durable                                                            |
| Ministre de la Transition écologique, de la Biodiversité, de la Forêt, de la Mer et de la Pêche | - Direction générale de l’Aménagement, du Logement et de la Nature (Transition écologique + Territoires) - Direction générale de l'Énergie et du Climat (Transition écologique + Territoires + Économie) - Direction générale des Infrastructures, des Transports et des Mobilités (Territoires) - Direction générale de l'Aviation civile (Territoires) - Direction générale de la Prévention des risques (Transition écologique) - Direction générale des Affaires maritimes, de la Pêche et de l'Aquaculture (Transition écologique) - Secrétariat général du ministère de l’Écologie et du Développement durable                                                            |
| Garde des Sceaux, ministre de la Justice                                                        | - Direction des services judiciaires - Direction des Affaires civiles et du Sceau - Direction des Affaires criminelles et des Grâces - Direction de l'Administration pénitentiaire - Direction de la Protection judiciaire de la jeunesse - Secrétariat général du ministère de la Justice |
| Ministre des Armées                                                                             | - État-major des armées (Président de la République) - Direction générale de l'Armement (Président de la République) - Secrétariat général pour l'Administration (Président de la République) - Direction générale de la Sécurité extérieure - Direction générale du Numérique et des Systèmes d'information et de communication - Direction générale des Relations internationales et de la Stratégie |
| Ministre de l'Europe et des Affaires étrangères                                                 | - Direction générale des Affaires politiques et de Sécurité - Direction générale de la Mondialisation, du Développement et des Partenariats - Direction générale de l'Administration et de la Modernisation - Direction de l'Union européenne - Secrétariat général du ministère des Affaires étrangères |
| Ministre du Travail, de la Santé, des Solidarités et des Familles                               | - Direction générale de la Santé (Travail) - Direction générale de l'Offre de soins (Travail) - Direction générale de la cohésion sociale (Travail + Md Égalité par délégation) - Direction générale du Travail (Travail) - Direction de la Sécurité sociale (Travail + Économie) - Secrétariat général des ministères chargés des affaires sociales |
| Ministre de la Culture                                                                          | - Direction générale des Patrimoines et de l'Architecture - Direction générale de la Création artistique - Direction générale des Médias et des Industries culturelles - Secrétariat général du ministère de la Culture |
| Ministre de l'Économie, des Finances et de la Souveraineté industrielle et numérique            | - Direction générale du Trésor - Direction générale de l’Institut national de la statistique et des études économiques - Direction générale de la Concurrence, de la Consommation et de la Répression des fraudes - Direction du Budget - Direction générale des Finances publiques - Direction générale des Douanes et Droits indirects - Direction générale des Entreprises - Secrétariat général des ministères économiques et financiers |
| Ministre de l'Éducation nationale, de l'Enseignement supérieur et de la Recherche               | - Direction générale de l'Enseignement scolaire (Éducation nationale) - Direction générale pour l'Enseignement supérieur et l'Insertion professionnelle (Éducation nationale) - Direction générale pour la Recherche et l'Innovation (Éducation nationale) - Direction de la Jeunesse, de l'Éducation populaire et de la Vie associative (Sports) - Direction des Sports (Sports) - Secrétariat général des ministères de l'Éducation nationale et de l'Enseignement supérieur et de la Recherche |
| Ministre des Sports, de la Jeunesse et de la Vie associative                                    | - Direction générale de l'Enseignement scolaire (Éducation nationale) - Direction générale pour l'Enseignement supérieur et l'Insertion professionnelle (Éducation nationale) - Direction générale pour la Recherche et l'Innovation (Éducation nationale) - Direction de la Jeunesse, de l'Éducation populaire et de la Vie associative (Sports) - Direction des Sports (Sports) - Secrétariat général des ministères de l'Éducation nationale et de l'Enseignement supérieur et de la Recherche |
| Ministre de l’Agriculture et de la Souveraineté alimentaire                                     | - Direction générale de la Performance économique et environnementale des entreprises - Direction générale de l'Alimentation - Direction générale de l'Enseignement et de la Recherche - Secrétariat général de ministère de l'Agriculture, de l'Agroalimentaire et de la Forêt |

## Direction zonale
Une « direction zonale » (DZ) est une direction administrative de l'État français dont la compétence est zonale, c'est-à-dire dont le ressort est une zone de défense et de sécurité.

## Directions régionales
Une « direction régionale » (DR) est une direction administrative de l'État français (service déconcentré) ou d'une région française dont la compétence est régionale. Son directeur régional est généralement nommé par le Ministère de tutelle, pour les services déconcentrés, ou par le Conseil régional pour les services territoriaux.

## Directions départementales
Une « direction départementale » (DD) est une direction administrative de l'État français (service déconcentré) ou d'un département français dont la compétence est départementale. Son directeur départemental est généralement nommé par le ministère de tutelle, pour les services déconcentrés, ou par le conseil départemental pour les services territoriaux.